# MythBusters – Die Wissensjäger
MythBusters – Die Wissensjäger (Originaltitel: MythBusters) ist eine US-amerikanische Dokumentarserie des Fernsehsenders Discovery Channel, die sich mit der Nachstellung und Überprüfung von „urbanen Mythen“ befasste. Eigentlich wurde das Format MythBusters für Australien entwickelt, dort aber mit der Begründung abgelehnt, es sei nicht wissenschaftlich genug. Im Jahr 2002 gab Discovery der Show in den USA mit drei Pilotfolgen eine Chance.

## Inhalt
Die Spezialeffekte-Experten Jamie Hyneman und Adam Savage versuchen in ihrer Sendung mittels Experimenten und moderner Technik zu klären, was an gewissen urbanen Mythen wahr und was Fiktion ist. Sie klären zum Beispiel, was passieren würde, wenn jemand in einem fliegenden Flugzeug eine Pistole abfeuert oder ob man einen Menschen mit einer geworfenen Spielkarte töten könnte.
Zur Veranschaulichung der jeweiligen Mythen kamen bis zur 14. Staffel kurze Animationsfilme zum Einsatz, in denen die Hauptdarsteller in cartoonisierter Form wiederkehren. Der rohe Animationsstil unterstrich den experimentellen Charakter von MythBusters. Zudem wurden die Planungsphasen aller Experimente vor laufender Kamera nachgestellt. Skizzen im Blaupausenstil setzten die Fragestellung fernsehgerecht um und erzeugten einen wiedererkennbaren MythBusters-Look. Blaupausen aus zurückliegenden Sendungen dekorierten die Zentrale der Mythbusters.
Das Design wurde ab der 15. Staffel geändert. Im neuen Design werden die Schritte der MythBusters nicht mehr durch Skizzen und Blaupausen erläutert, sondern durch schlichte Grafiken und über das normale Bild gelegte, kurze, weiße  Texte. Das neue Design beinhaltet auch ein neues Intro.
Am Ende jedes Experiments wird der Mythos als zerstört (busted), plausibel (plausible) oder bestätigt (confirmed) deklariert. Als zerstört wird der Mythos bezeichnet, wenn die Experimente auch unter verbesserten Bedingungen nicht das Ergebnis erzielen, welches der Mythos behauptet. Ein plausibler Mythos bezieht sich auf angebliche Ereignisse, oftmals mit historischem Hintergrund, wie zum Beispiel die angeblich einzige gelungene Flucht von der Gefängnis-Insel Alcatraz oder das von Benjamin Franklin durchgeführte Experiment mit einem Drachen in einem Gewitter. Da es hier oftmals keine eindeutigen Beweise gibt, dass das betreffende Ereignis stattgefunden hat, wird hier nur überprüft, ob der Mythos wie beschrieben möglich gewesen wäre. Bestätigen die Experimente den Ablauf, gilt er als plausibel. Als bestätigt gilt der Mythos, wenn die Experimente das im Mythos beschriebene Ergebnis liefern.
Hynemans Firma für Spezialeffekte, M5 Industries Inc und die Bay Area von San Francisco sind der Schauplatz der meisten Folgen von MythBusters – Die Wissensjäger. Das Überprüfen von Mythen führte das Mythbusters-Team mehrmals auf verlassene Militärbasen (NAS Alameda und Hamilton Air Force Base, Novato), ausgetrocknete Seen, auf einen Flugzeugfriedhof in der Mojave-Wüste (Mojave Air & Space Port), in den Altamont Raceway Park sowie nach Südafrika und auf die Bahamas.
Mehrere Special-Episoden widmen sich voll und ganz dem Panzerband.

### Änderungen im Team (2014)
Im August 2014 gaben Adam Savage und Jamie Hyneman bekannt, dass sie zukünftig die MythBusters ohne das Bauteam Kari Byron, Grant Imahara und Tory Belleci fortsetzen werden. Man wolle mit der Serie wieder zurück zu den Wurzeln.

### Ende der Serie (2016)
Am 21. Oktober 2015 wurde bekannt gegeben, dass aufgrund sinkender Quoten 2016 die letzte Staffel Mythbusters ausgestrahlt wird. Damit endete Mythbusters nach 14 Jahren, in welchen sie rund 2.950 Experimente durchführten, 1.050 Mythen untersuchten und 900 Explosionen zündeten. Die offizielle Abschiedsfolge wurde in den USA am 5. März 2016, die tatsächlich letzte Folge am 6. März ausgestrahlt, in Deutschland wurde die letzte Staffel ab dem 4. April 2016 gesendet (siehe auch Episodenliste). In der Abschiedsepisode gab es mehrere Einspieler von Zuschauern, darunter James Cameron und Barack Obama, die sich bei den Mythbusters bedankten.

## Die „MythBusters“

### Jamie Hyneman

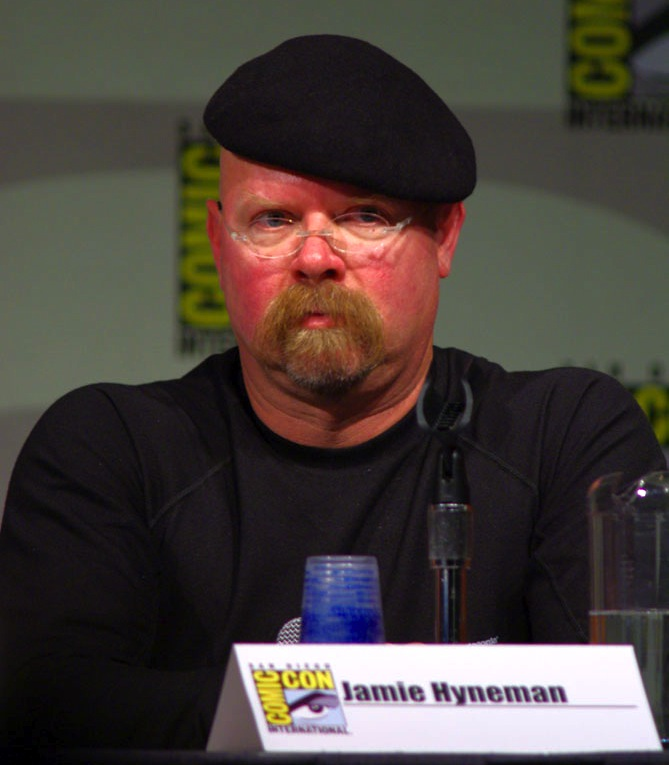
Jamie Hyneman 2010

James „Jamie“ Franklin Hyneman wurde 1956 geboren und wuchs auf einer Farm in Columbus, Indiana, auf. Laut eigener Aussage war Hyneman ein „schwieriges Kind, das mit 14 Jahren auszog und durch das Land trampte“. Später studierte er Literatur und die Russische Sprache. Er ist seit 1989 mit der Lehrerin Eileen Walsh verheiratet.
Er betrieb für einige Jahre eine Tauchschule mit Boots-Charterservice in der Karibik. Zudem hat er als Survival-Experte, Sprachwissenschaftler, Tierhandlungsbesitzer, Tierfänger, Besitzer eines Bergungsunternehmens, Maschinist und Koch gearbeitet.
Danach fand er seinen Weg in die Filmbranche und arbeitete für einige Produktionsfirmen. Später überwachte er als Geschäftsführer bei „Colossal Pictures“ die Produktion von Modellen und Spezialeffekten für Hunderte von Werbespots und Filmen. Er beteiligte sich damit an über 800 Fernsehwerbungen, unter anderem ist er für Werbungen von 7 Up, Nike, Industrial Light and Magic sowie einigen amerikanischen Automobilfirmen verantwortlich. Darüber hinaus war er bei der Produktion von Top Gun, den Matrix-Fortsetzungen, Star Wars – Episode I und Episode II sowie vielen weiteren Filmen für visuelle Effekte zuständig.
1997 gründete er die Spezialeffekt-Werkstatt M5 Industries Inc. in San Francisco, die auch als Drehort von MythBusters dient. Die Werkstatt ist einer der wichtigsten Prototypen-Hersteller in den USA geworden.

### Adam Savage

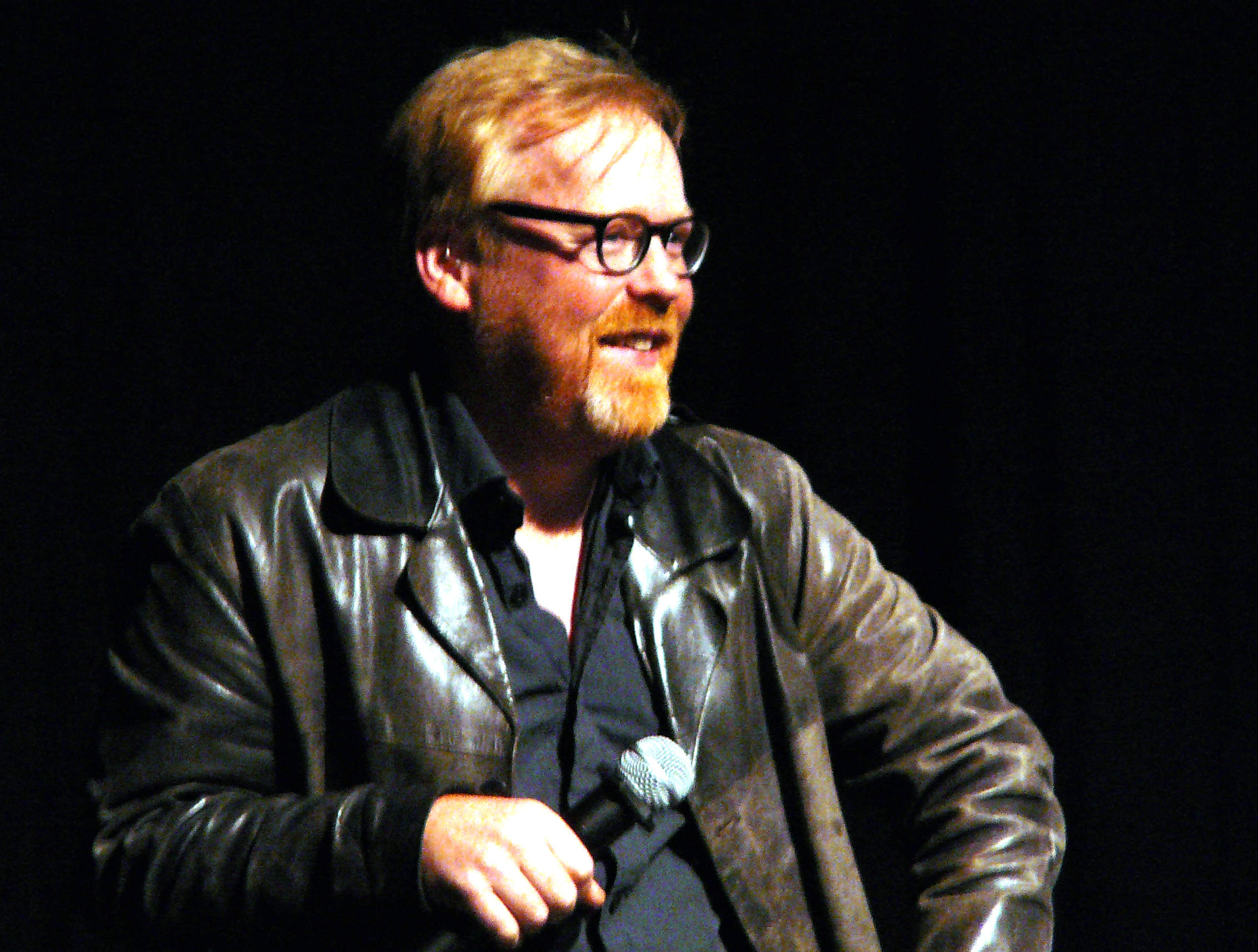
Adam Savage (2007)

Adam Savage wurde 1967 in New York City geboren.
Zuerst arbeitete er als Grafiker, Bühnenbildner, Raumausstatter, Tischler und Schweißer und verarbeitete dabei verschiedene Materialien. Adams Fernsehkarriere begann relativ früh. Er stand bereits in früher Jugend vor der Kamera und hatte durch seinen Vater, der Künstler war und Bühnenbilder für die Sesamstraße erstellte, Auftritte in dieser Sendung. Als Teenager spielte er in einem Video von Billy Joel zu dem Song „Second Wind“ mit und trat in einem Werbespot für Charmin-Toilettenpapier auf.
In den letzten acht Jahren arbeitete Adam in der Spezialeffekt-Branche für über 100 Werbeproduktionen und 12 Filme, wie Star Wars Episode I und Episode II, Galaxy Quest, Terminator 3, A.I. und die beiden Matrix-Fortsetzungen. Er hat Requisiten für Coca-Cola, Hershey’s und Lexus erstellt und war Mitarbeiter der Theatergesellschaften von New York und San Francisco. Savage arbeitete bereits vor Sendebeginn von MythBusters in der Effekt-Firma M5 Industries Inc. von Jamie Hyneman.
Er heiratete 2003 und ist aus einer früheren Beziehung Vater von Zwillingssöhnen.

### Das „Bauteam“

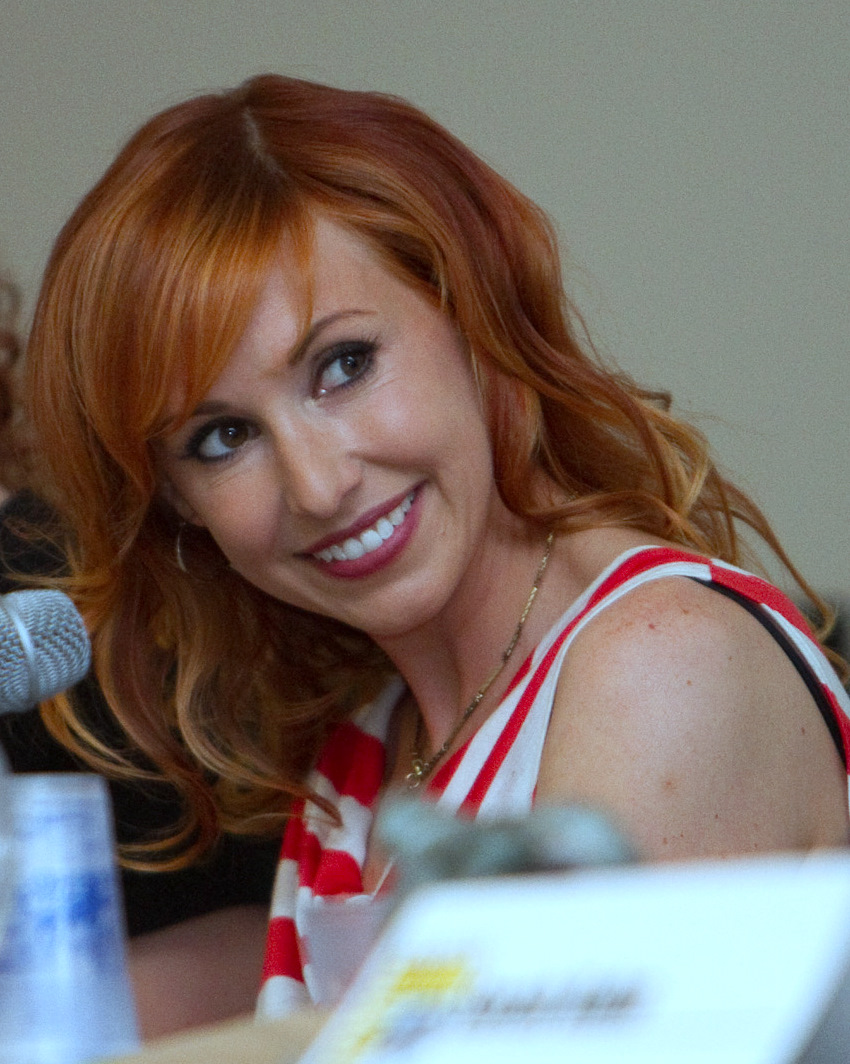
Kari Byron (2010)

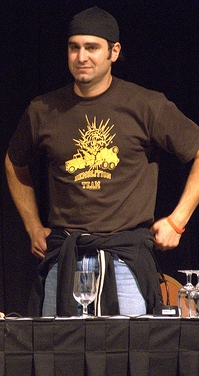
Tory Belleci (2006)

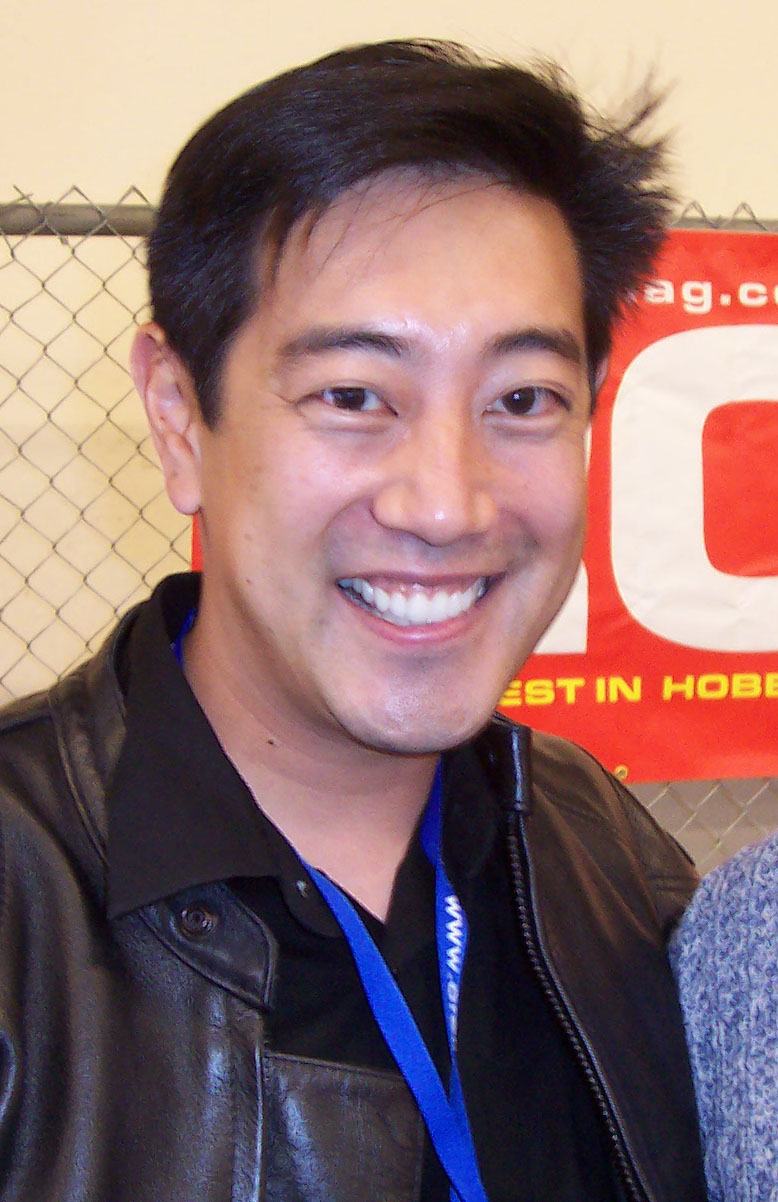
Grant Imahara (2007)

In der 2003 erstausgestrahlten ersten Staffel bestand das Team der Mythbusters noch ausschließlich aus Jamie Hyneman und Adam Savage als Hauptdarsteller, in der 2. Staffel wurden dann die sogenannten „Mythtikanten“ (Kofferwort aus „Mythbusters“ und „Praktikanten“) vorgestellt, die Hyneman und Savage dabei halfen, die Szenarien zum Testen der Mythen zu bauen und die Versuche durchzuführen und im Laufe der 2. Staffel wurde das Bauteam immer mehr als Darsteller vor der Kamera in die Sendung eingebunden. Ab der 3. Staffel gehörte das Bauteam schließlich offiziell zu den Hauptdarstellern und wurde auch im Abspann als gleichwertige MythBusters erwähnt. Scottie Chapman verließ Anfang 2005 das Team, machte sich als Metallarbeiterin mit einer eigenen Firma selbständig und ist seit 2013 nach einer Umschulung als Zahnarzthelferin tätig. Dafür bekam der Elektrotechniker Grant Imahara eine größere Rolle, unter anderem war Imahara Spezialist für den Bau von Robotern in verschiedenen Ausführungen.
Scottie war ab Ende 2007 wieder ab und zu in der Sendung zu sehen, Christine Chamberlain verließ hingegen das Team nach der dritten Staffel und lebt nun mit ihrem Mann in Saudi-Arabien.
Ab der 13. Staffel 2015 war das „Bauteam“ nicht mehr Teil der Sendung, Jamie und Adam führten die Serie mit einem überarbeiteten Design und Konzept nur noch zu zweit fort.
Das Bauteam:
- Salvatore „Tory“ Belleci – Modellbauer
- Grant Imahara † – Absolvent des Studiums der Elektrotechnik, Buchautor und Modellbauer
- Kari Byron – Bildhauerin, Malerin und Schauspielerin

Mythtikanten:
- Jess Nelson – Studentin der Ingenieurwissenschaften

Ehemalige Mitglieder
- Scottie Chapman – Metallbauerin
- Christine Chamberlain – Künstlerin
- Jessi Combs † – Vorübergehender Ersatz für die schwangere Kari Byron (nur in der 7. Staffel, ab Folge 19)

### Dr. Heather Joseph-Witham
Heather Joseph-Witham promovierte an der UCLA in Volkskunde und Mythologie. Zurzeit ist sie Assistant Professor für kulturelle Studien bei dem Liberal Arts and Sciences Department am Otis College für Kunst und Design. In den Pilotepisoden, der 1. Staffel und den ersten beiden Episoden der 2. Staffel der Serie ist Joseph-Witham für das Erklären von Mythen und deren Herkunft zuständig. Seit sich das Konzept der Sendung geändert hat, ist sie in den neueren Folgen nicht mehr zu sehen.

### „Buster“, der Crashtest-Dummy
Ein Crashtest-Dummy, eine Leihgabe der National Highway and Safety Administration, von Adam und Jamie auf den Namen „Buster“ getauft, ist eigentlich für die Automobilindustrie entwickelt worden und wird für gefährliche Experimente eingesetzt. In der 2. Staffel wurde der Dummy bei einem Feuerwerksexperiment stark verbrannt und musste neu gebaut werden. Der Kopf, die Hände und die Füße des alten Dummys wurden für den Neubau weiter verwendet; sein Gerüst besteht aus Aluminium und Pappelholz, das in etwa bei der gleichen Belastung wie menschliche Knochen bricht. Das Gerüst ist von extrem beständigem Drachenhaut-Latex überzogen und die Holzstücke in seinen Armen und Beinen geben den MythBusters oft Aufschluss darüber, wie große Schäden ein Mensch davontrüge, wenn er in die gleiche Situation wie der Dummy geriete.

### Gäste (Auswahl)
- Frank Doyle, ehemaliger Special Agent und Sprengstoffexperte des Federal Bureau of Investigation:

Doyle wurde in der Regel zu Hilfe geholt, wenn in einer Sendung besonders brisante Sprengstoffe oder außerordentlich große Mengen an Sprengstoffen eingesetzt wurden. Er half unter anderem in Folge 26 („Salsa für die Freiheit“/„Salsa Escape“) mit, ein Betonmischfahrzeug mit Hilfe von 425 kg des Sprengstoffes ANFO in die Luft zu jagen. Zusätzlich ermöglichte er es den MythBusters durch seine beruflichen Beziehungen immer wieder, bei Experimenten Leuchtspurmunition zu verwenden, deren Besitz für Privatpersonen in einigen US-Bundesstaaten verboten ist.
- Erik Gates, Elektriker, Eigentümer der Firma Gateco Electric und Hobby-Raketenbauer:

Gates stand den MythBusters in mehreren Folgen als Fachmann bei Entwicklung und Bau von Raketen zur Seite und stellte den MythBusters auch Raketen zur Verfügung. Er starb im Dezember 2009 während Arbeiten mit seiner Firma an den Folgen eines Arbeitsunfalls, bei dem er in einen zehn Meter tiefen Lichtschacht stürzte.
- Sergeant (später Lieutenant) Alan Normandy, Angehöriger des South San Francisco Police Department und gerichtlicher Sachverständiger für Schusswaffen:

Normandy wurde meist bei Experimenten mit Schusswaffen herangezogen, die nicht legal von Privatpersonen durchgeführt werden konnten und die daher unter seiner Aufsicht stattfanden. Außerdem ermöglichte er es den Mythbusters auch, Schusswaffenübungsgelände und Räume der Polizei für Experimente zu nutzen, wenn dies aus Sicherheitsgründen geboten war.
- Dr. Roger Schwenke, Akustiker bei der Firma Meyer Sound Laboratories:

Schwenke stand den MythBusters bei verschiedenen Experimenten mit Schall zur Seite. So assistierte er z. B. in Folge 8 („Flucht aus Alcatraz“/„Alcatraz Escape“) bei der Untersuchung des Mythos, das Quaken von Enten hätte angeblich kein Echo, in der Folge 25 („Die abführenden Töne“/„Brown Note“), ob Frequenzen im Infraschallbereich dazu führen könnten, dass Menschen die Kontrolle über ihre Darmmuskulatur verlieren würden oder in Folge 31 („Kann Gesang Glas zerstören?“/„Breaking Glass“), ob es möglich ist, mit Hilfe der menschlichen Stimme Gläser zum Zerspringen zu bringen.
- Jaime Vendera, Gesangslehrer und Stimmtrainer:

Vendera half in Folge 31 („Kann Gesang Glas zerstören?“/„Breaking Glass“) den Mythbustern zu überprüfen, ob ein Mensch nur mit Hilfe seiner Stimme ein Glas „zersingen“ könnte.
- Barack Obama, 44. Präsident der Vereinigten Staaten:

In Episode 157 („… treffen Barack Obama“/„President’s Challenge“) trafen die MythBusters Barack Obama im Weißen Haus, bei diesem Treffen bezeichnete Obama sich und seine beiden Töchter als große Fans der MythBusters. Er sprach schließlich den antiken Mythos über den griechischen Wissenschaftler Archimedes an, den die MythBusters bereits zweimal überprüft hatten (Folge 16, „Die Laserwaffe aus der Römerzeit“/„Ancient Death Ray“ und 46, „Mailbag Special: Der zündende Funke des Archimedes“/„Archimedes Death Ray“): Archimedes hätte Sonnenlicht mit Spiegeln gebündelt und damit römische Schiffe in Brand gesetzt. Obama merkte an, dass es noch immer Kontroversen über die Plausibilität dieses Mythos gäbe und bat die MythBusters um eine letzte Überprüfung dieses Mythos, um diesen ein für alle Mal zu beweisen oder zu widerlegen.
- Vince Gilligan, Drehbuchautor und Regisseur und Aaron Paul, Schauspieler:

Episode 206 war ein Special zur Fernsehserie Breaking Bad mit Gilligan und Paul als Gästen. In dieser Folge stellten die MythBusters einige Szenen aus Breaking Bad nach und überprüften diese auf ihre Plausibilität, Gilligan und Paul kommentierten die Experimente.
- James Cameron, Regisseur und Filmproduzent:

Cameron trat in Episode 190 („Titanic Floß“/„Titanic Survival“) auf, in der die MythBusters Filmszenen aus Camerons 1997 erschienenem Spielfilm Titanic nachstellten.

## Verbesserungsvorschläge der Zuschauer
Nicht jedes Experiment stellt alle Zuschauer zufrieden. Oftmals haben Zuschauer Verbesserungsvorschläge für Experimente, auf diese Vorschläge wird in unregelmäßigen Abständen in einem „Revisit“ eingegangen. Vorherige Experimente werden wiederholt, Vorschläge und Ideen der Zuschauer werden hierbei berücksichtigt, wodurch teilweise vorherige Ergebnisse korrigiert werden.

## Spin-offs und Nachfolgeserie
Am 31. März 2016 wurde in den USA berichtet, dass der Science Channel eine Art Casting-Show entwickelte, um neue Präsentatoren für eine geplante Mythbusters-Nachfolgeserie zu suchen. Die auf eine Staffel mit acht Folgen geplante Serie hieß MythBusters: The Search. Zehn Kandidaten mussten verschiedene Aufgaben, angelehnt an Mythbusters-Folgen, absolvieren. Die Ausstrahlung in den USA erfolgte ab dem 7. Januar 2017, in Deutschland ab dem 29. März 2018 auf Nitro.
Am 28. März 2017 kündigte der Discovery Channel an, dass das neue MythBusters 2017–2018 ausgestrahlt werden soll, mit den neuen Präsentatoren Brian Louden und Jonathan Lung, Gewinner von MythBusters: The Search. Die Ausstrahlung in den USA erfolgte ab dem 15. November 2017, die deutsche Ausstrahlung erfolgte ab dem 26. April 2018 auf Nitro.
Im September 2016 wurde angekündigt, dass Byron, Belleci und Imahara die Stars eines neuen wissenschaftlichen Unterhaltungsprogramms auf Netflix namens White Rabbit Project werden sollen. Diese Sendung hatte ihre Premiere im Dezember 2016 und wird wie schon MythBusters von der Beyond International Group produziert.
Am 4. August 2021 feierte Motor MythBusters premiere; für die erste Staffel wurden 13 Folgen produziert. Im deutschsprachigen Fernsehen startete die Serie im Mai 2022. Neben dem ehemaligen Mythbuster Tory Belleci gehören Faye Hadley und Bisi Ezerioha zum Team. Getestet werden dabei Mythen aus dem Automobilbereich.